# Первые радости (фильм, 1956)
«Первые радости» — советский фильм режиссёра Владимира Басова, экранизация одноимённого романа Константина Федина.

## Сюжет
Кирилл Извеков, студент технического училища, связан с подпольной революционной организацией, руководителем которой является Пётр Рагозин. Кирилл скрывает свою революционную деятельность от матери и своей девушки — Лизы Мешковой. Полиция начинает преследовать след подпольщиков и Кирилла арестовывают. Полковник жандармов Полотенцев пытается вырвать у него признание о Рагозине, но Кирилл молчит. Полотенцев широко раскидывает сеть своих поисков: он привлекает к делу литератора Пастухова и грузчика Парабукина. Жандарм также допрашивает и жену Рагозина Ксению, которая родила ребёнка в тюрьме, но потом она умирает, не сказав ни слова. Купец Мешков, узнав об аресте Кирилла, насильно выдаёт свою дочь Лизу замуж за богатого купчика Виктора Шубникова. Однако Лиза, став его женой, не может забыть Кирилла. Зверские побои не сломили волю Извекова, и Рагозин остаётся на свободе. Вместе с другими политкаторжанами Кирилл отправляется в ссылку в Сибирь.

## В ролях
- Виктор Коршунов — Кирилл Извеков
- Ольга Жизнева — Вера Никандровна Извекова
- Владимир Емельянов — Рагозин
- Нина Меньшикова — Ксана Рагозина
- Татьяна Конюхова — Лиза Мешкова
- Владимир Соловьёв — Меркурий Авдеевич Мешков
- Сергей Плотников — Тихон Платонович Парабукин
- Лора Мурашова — Анночка Парабукина
- Михаил Названов — Пастухов
- Владимир Дружников — Цветухин
- Борис Новиков — Шубников
- Даниил Ильченко — старик
- Иван Воронов — Полотенцев
- Георге Георгиу
- Евгений Тетерин — Дорогомилов
- Елена Вольская — Глаша
- Наталия Ткачёва — Мешкова
- Степан Борисов — жандарм

## Съёмочная группа
- Сценарист: Алексей Каплер
- Режиссёр: Владимир Басов
- Оператор: Тимофей Лебешев
- Композитор: Михаил Зив
- Художники: Сергей Воронков, Ипполит Новодережкин
- Монтаж: Антонина Медведева
- Звукорежиссёр: Владлен Шарун